# Michail Jemzew
Michail Tichonowitsch Jemzew (russisch Михаил Тихонович Емцев; geboren am 3. Juni 1930 in Cherson, UdSSR; gestorben am 25. August 2003 in Moskau) war ein russischer Schriftsteller und Chemiker, der vor allem in Zusammenarbeit mit Jeremei Parnow eine Reihe von Science-Fiction-Romanen und -Erzählungen veröffentlichte.

## Leben
Jemzew studierte an der Moskauer Technischen Universität (Moskowski technologitscheski uniwersitet, abgekürzt MITChT) technische Chemie und arbeitete danach am Institut für Fossilbrennstoffe an der Akademie der Wissenschaften in Moskau.
Anfang der 1960er Jahre begann er mit seinem Kollegen Parnow Science-Fiction zu veröffentlichen. Eine erste Kurzgeschichte Секрет бессмертия (Sekret bessmertija) erschien 1961. 1963 folgte die Novelle Уравнение с Бледного Нептуна (Urawnenije s Blednowo Neptuna). Insgesamt veröffentlichte das Team drei Romane, sechs Novellen und knapp 30 Kurzgeschichten. Als bedeutendstes Werk gilt die Novelle Последняя дверь (Poslednjaja dwer, deutsch als Die letzte Tür oder auch Das letzte Tor nach Aya). 1970 beendeten Jemzew und Parnow ihre Zusammenarbeit, als Jemzew sich Dissidentenkreisen zuwandte und sich für Menschenrechte in der Sowjetunion  einzusetzen begann.
Einige der Arbeiten von Jemzew und Parnow erschienen in deutscher, englischer und französischer Übersetzung.

## Bibliographie
Romane
- 1964 Душа Мира (mit Jeremei Parnow)
- 1966 Море Дирака  [= Чёрный ящик Цереры] (mit Jeremei Parnow)
- 1970 Клочья тьмы на игле времени (mit Jeremei Parnow)

Novellen
- 1963 Уравнение с Бледного Нептуна (mit Jeremei Parnow)
- 1964 Бунт тридцати триллионов (mit Jeremei Parnow)
- 1964 Последнее путешествие полковника Фосетта (mit Jeremei Parnow)
- 1965 Только четыре дня (mit Jeremei Parnow)
- 1968 Ярмарка теней (mit Jeremei Parnow)
- 1969 Слеза Большого водопада  [= Семь банок кофе] (mit Jeremei Parnow)
- 1976 Бог после шести (Притворяшки)
- 1990 Светлая смерть во Владимире
- 1990 Чистая планета

Kurzgeschichten
- 1961 Секрет бессмертия (mit Jeremei Parnow)
- 1962 Запонки с кохлеоидой (mit Jeremei Parnow)
- 1962 Не оставляющий следа  [= На Зелёном Перевале] (mit Jeremei Parnow)
- 1963 Доатомное состояние (mit Jeremei Parnow)
- 1963 Падение сверхновой (mit Jeremei Parnow)
- 1963 Снежок (mit Jeremei Parnow)
- 1964 Аналогия (mit Jeremei Parnow)
- 1964 Зелёная креветка (mit Jeremei Parnow)
- 1964 Иду в глубину  [= Операция "Кашалот", Операцiя "Кашалот"] (mit Jeremei Parnow)
- 1964 Кангамато (mit Jeremei Parnow)
- 1964 Лоцман Кид (mit Jeremei Parnow)
- 1964 Последняя дверь (mit Jeremei Parnow)
- 1964 Угодный Солнцу (mit Jeremei Parnow)
- 1964 Цепная реакция (mit Jeremei Parnow)
- 1965 De profundis  [= Из глубины] (mit Jeremei Parnow)
- 1965 Приговорён к наслаждению  [= Приговорённый к наслаждению] (mit Jeremei Parnow)
- 1965 Фигуры на плоскости (mit Jeremei Parnow)
- 1966 «Жёлтые очи» (mit Jeremei Parnow)
- 1966 Возвратите любовь (mit Jeremei Parnow)
- 1966 И сгинул день (mit Jeremei Parnow)
- 1966 Идеальный ариец (mit Jeremei Parnow)
- 1966 Летящие сквозь мгновенье. Глава 1 (mit Jeremei Parnow)
- 1966 Орфей и Эвридика (mit Jeremei Parnow)
- 1967 Оружие твоих глаз (mit Jeremei Parnow)
- 1967 Сфера Шварцшильда (mit Jeremei Parnow)
- 1967 Три кварка (mit Jeremei Parnow)
- 1968 Дело, которое всплыло в наводнение (mit Jeremei Parnow)
- 1969 Фермент М (mit Jeremei Parnow)
- 1972 Унтер Пришибеев на Олимпе [фельетон]

Übersetzungen
- mit Jeremei Parnow: Die letzte Tür : Vier phantastische Erzählungen. Kleine Jugendreihe 11/65. Übersetzt von Anneliese Globig. Verlag Kultur und Fortschritt, Berlin 1965.
- mit Jeremei Parnow: Kongomato. Das neue Abenteuer #318. Übersetzt von Heinz Kübar. Verlag Neues Leben, Berlin 1973.